# Kårsdraget
Kårsdraget är en studentorkester vid Stockholms universitet. Orkestern grundades av Åke GO Hylin i samband med Stockholms Högskolas studentkårs 75-årsjubileum 1958 och hade sitt första offentliga framträdande den 20 november 1958 i Observatorielundens plaskdamm. Första TV-framträdandet ägde rum 1959 (se "Externa länkar" nedan). År 1972 bildades baletten Kårsetten som sedan dess kamperat ihop med Kårsdraget under ett otal bejublade föreställningar. Under slutet av sjuttiotalet hade Kårsdraget ett eget radioprogram i P3 som hette "Med glimten i örat". Orkestern har också gett ut ett antal CD och grammofonskivor genom åren. I början av nittiotalet genomgick Kårsdraget en stor generationsväxling. 1995 bildades orkestern Exdraget, dit de gamla Kårsdragarna drog sig tillbaka för att bereda plats åt yngre förmågor. 21-22 november 2008 firade orkestern 50 år, på Nybrokajen 11. Tillsammans med gamlingorkestern Exdraget och enkom för tillfället bildade 90-talsdraget, hölls två jubileumskonserter med efterföljande fester på Universitet.
Ett av Kårsdragets kännetecken var tidigare att medlemmarna stannat kvar långt efter de slutat studera vilket bidragit till en hög musikalisk kvalitet men också en hög medelålder, då även studentmusiker från andra orkestrar gick med i Kårsdraget mot slutet av eller efter sina studier. 
Kårsdragets uniform består av svarta skor, röda strumpor, svarta byxor, röd t-shirt med Kårsdragets logga på samt en vit (mer eller mindre vit) serveringsjacka med detaljer i blått och guld (axelklaffar, krage m.m.). Medaljer hänger på höger sida (framifrån sett).
Kårsdragets repetoar är blandad med inslag av swing, marsch, klassisk och pop. Arrangemangen är ofta egna tolkningar av redan kända låtar med ändringar i tempo, taktart och tonart. Ledande i denna stil är Kårdragets mest aktiva arrangör, Thom Bergh med 93 arrangemang givna till Kårsdraget under hans livstid.

## Diskografi
- Kårsdraget (EP, 1961)
- Kårsdraget 10 år (LP, 1968)
- Kårsdraget in concert - Kårsdraget 15 år (LP, 1973)
- Det ligger kärlek i luften (LP, 1976)
- Kårsdragets gottpåse 1958-1978 (Dubbel-LP, 1978)
- Med glimten i örat (LP, 1982)
- Det låter som musik (CD, 1988)
- Lite swing får man räkna med (CD, 1998)
- Full rulle med Kårsdraget (CD, 2000)
- Kårsdragets Draksådd. 50 år med glimten i örat (CD, 2008)

## Filmografi
- Flickorna (Film av Mai Zetterling, 1968; Kårsdraget deltog i ett antal scener)
- Åke Falck gjorde ett program med Kårsdraget (SVT, 196?)